# 小野老
小野 老（おの の おゆ）は、奈良時代の貴族・歌人。系譜は明らかでない。官位は従四位下・大宰大弐。

## 経歴
元正朝の養老3年（719年）正六位下から二階の昇叙により従五位下に叙爵され、翌養老4年（720年）右少弁に任ぜられる。
聖武朝の神亀5年（728年）4月頃大宰少弐として大宰府に赴任したのち、10月頃大宰府における政治の実情を朝廷に報告する朝集使として平城京に赴き、報告を済ませた後もなお翌神亀6年（729年）3月頃までに平城京にとどまり、4月に大宰府へ戻ってきたものと推量される。なお、在京中の神亀6年（729年）2月11日には長屋王の変が起こっており、変後の3月4日に行われた叙位では藤原氏側に立った官人が多く昇進している中で、老も従五位上に昇進していることから、政治的には藤原四兄弟に近い立場にあったと考えられている。この頃大宰帥であった大伴旅人邸で開かれた饗宴で読んだ作品など、大宰府赴任中の和歌3首が『万葉集』に採録されている。
こののちも、藤原四子政権下において、天平3年（731年）正五位下、天平5年（733年）正五位上、天平6年（734年）従四位下と順調に昇進した。のちに大宰大弐となり、天平7年（735年）には高橋牛養を南島（薩南諸島）に派遣して、漂着船の道しるべとすべく、各島に島の名称、船の停泊場所、水場および往来する国々からの距離を記した木碑を建てている。
天平9年（737年）6月11日に藤原四兄弟と相前後して卒去。最終官位は大宰大弐従四位下。

## 和歌作品
- あをによし 寧楽（なら）の京師（みやこ）は 咲く花の にほふがごとく 今盛りなり （『万葉集』3-328）

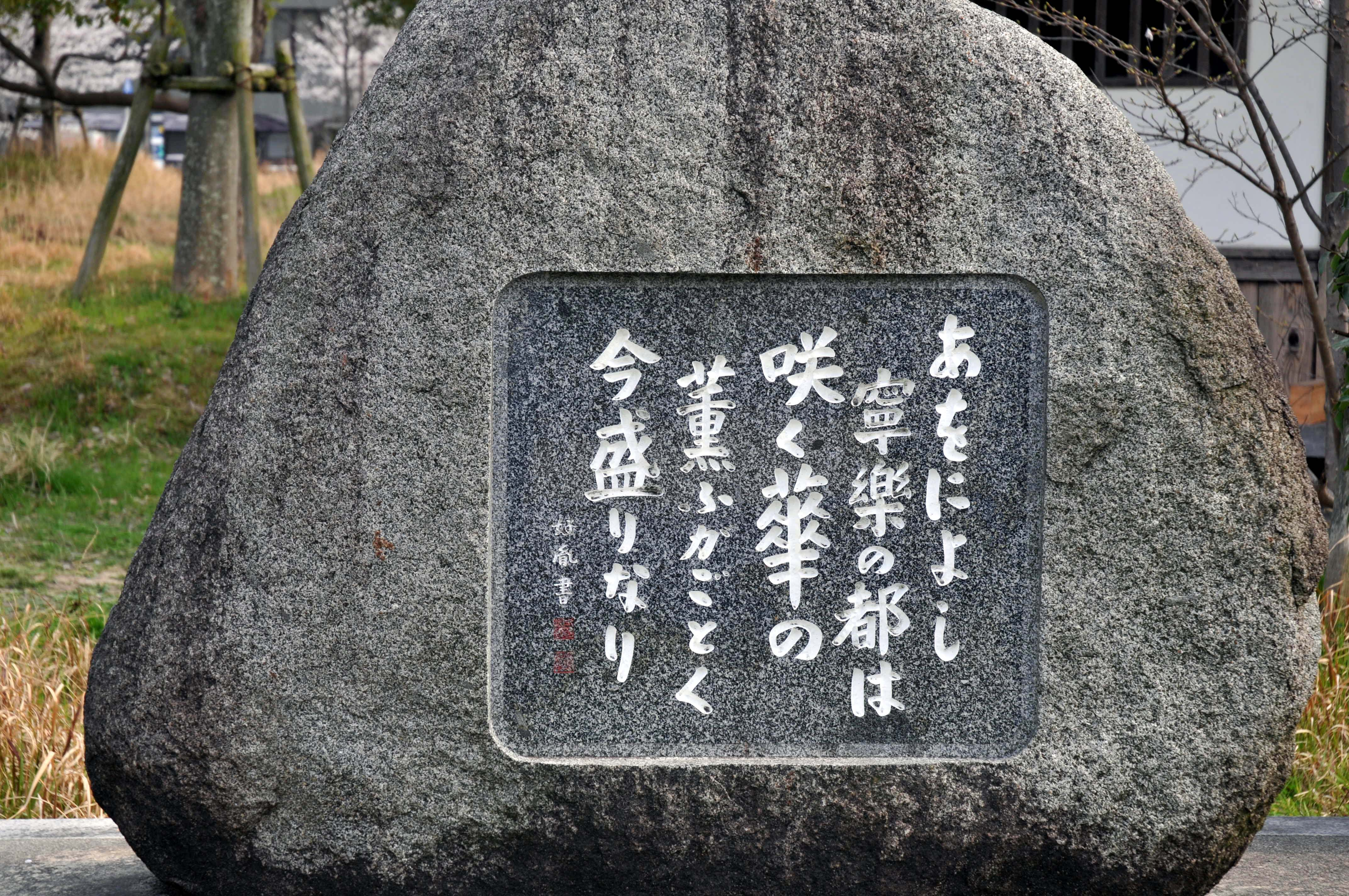
平城京跡に建つ歌碑

大宰少弐としての小野老の大宰府着任を祝う饗宴で、老自らが詠んだ和歌。長屋王の変後に大宰府で詠まれたこの歌は決して単純な平城京讃歌ではないとの指摘がある（直木孝次郎）。『万葉集』には、この老の歌につづけて詠まれた防人司佑大伴四綱、大宰帥大伴旅人、観世音寺別当沙弥満誓、筑前守山上憶良の4人による計9首が収載されている。歌の内容から、大伴四綱は藤原氏に近い立場、大伴旅人の立場はそれに対し批判的な立場がうかがわれる。なお、宴会の最後は、山上憶良が、  
- 憶良らは 今は罷らむ 子泣くらむ それその母も 我を待つらむそ

と詠んで散会となった。

## 官歴
注記のないものは『続日本紀』による。
- 時期不詳：正六位下
- 養老3年（719年） 正月3日：従五位下
- 養老4年（720年） 10月9日：右少弁
- 神亀5年（728年） 4月頃：大宰少弐[4]
- 神亀6年（729年） 3月4日：従五位上
- 天平3年（731年） 正月27日：正五位下
- 天平5年（733年） 3月14日：正五位上
- 天平6年（734年） 正月17日：従四位下
- 天平7年（735年） 日付不詳：見大宰大弐[3]
- 天平9年（737年） 6月11日：卒去（大宰大弐従四位下）

## 系譜
- 父：不詳
- 母：不詳
- 生母不明の子女
  - 男子：小野石根[5]（?-778）

## 小野老が登場する作品
漫画
- 石川ローズ『あをによし、それもよし』

## 関連文献
- 筑紫豊『さいふまいり』西日本新聞社、1976年。
- 太宰府市編『太宰府市史』
- 森弘子『太宰府発見』海鳥社、2003年。ISBN 4-87415-422-0
- 前田淑『大宰府万葉の世界』弦書房、2007年、ISBN 978-4-90211678-6
- 浦辺登『太宰府天満宮の定遠館』弦書房、2009年、ISBN 978-4-86329-026-6